# 김채용 (1912년)
김채용(金采庸, 1912년 8월 10일 ~ 2004년 8월 3일)은 대한민국의 정치인이다. 제5대 국회의원을 지냈다. 본관은 순천.

## 경력
- 사법고시 합격
- 광주지방법원 판사
- 목포변호사 개업
- 서울 무교동 합동 법률사무소, 변호사 대표
- 삼성동 무역회관 4층 세일합동법률사무소 대표

## 역대 선거 결과
|  | 20.14% |

|  | 41.14% |

|  | 26.92% |